# 大いなる自由 (映画)
『大いなる自由』（おおいなるじゆう、Große Freiheit）は、2021年のオーストリア・ドイツのドラマ映画。
監督はゼバスティアン・マイゼ、出演はフランツ・ロゴフスキとゲオルク・フリードリヒなど。
第二次世界大戦後のドイツを舞台に、男性同性愛を禁じる刑法175条のもと、性的指向を理由に何度も投獄されながらも愛する自由を求め続けた男性の20年以上にわたる闘いを描いている。
2021年7月に開催された第74回カンヌ国際映画祭の「ある視点」部門で審査員賞を受賞した。

## ストーリー
この映画は、フラッシュバックとフラッシュフォワードを駆使した3つの時間設定を織り交ぜた非線形の物語構成となっている。
1968年、ハンス・ホフマンはコッテージングの罪で投獄される。刑務所の工場で裁縫をしていた彼は、かつて収監されていた際に同房だった、殺人罪で20年の刑を受け、まもなく仮釈放となるヴィクトール・ビクスを見かける。その後、彼は視線を交わしていたレオという若い受刑者と出会うが、彼もまたコッテージングの罪で収監されていた。刑務所の中庭で、ハンスはレオをいじめから救おうとして他の受刑者に暴行を加える。ハンスは独房に入れられ、そこで自分の人生を回想する。
1945年、ハンスは性的指向のために強制収容所に収容されていた。連合軍による収容所解放後、彼は1968年に収監されたのと同じ刑務所に移され、そこで同房となったヴィクトールと出会う。初めのうち、ヴィクトールは同性愛者のハンスを毛嫌いし、攻撃的な態度を取っていたが、ハンスの腕に数字の刺青があることに気付くと、別の刺青で隠してやると申し出る。それをハンスは承諾し、これをきっかけに2人の間には友情が芽生える。
1957年、ハンスは恋人のオスカーと密かに同棲していたために再び同じ刑務所にオスカーとともに収監される。オスカーは本当の人生を生きられないことが重荷となり、ある日突然、飛び降り自殺をする。ヴィクトールがその事実をハンスに伝えると、ハンスは泣き崩れる。ヴィクトールは彼を抱きしめて慰めようとするが、それをやめさせようとする看守の命令を無視して反抗的な態度をとったために、2人は独房に入れられる。
1968年、刑務所でハンスは、ヴィクトールが著しく衰弱し、静脈注射による薬物投与を始めているのを知る。レオは「ハンスが自分に同性愛行為を強要した」と警察に証言したことをハンスに告げ、それを受け入れたハンスは自白書にサインし、レオは釈放される。ハンスはヴィクトールに禁断症状の克服を手伝うと申し出る。ヴィクトールは看守を買収し、ハンスはヴィクトールの檻房に移される。ヴィクトールは禁断症状に大いに苦しみ、夜中に隠れて薬物を注射しようとするが、ハンスが起きてそれに気付き、薬物をトイレに流すと、挫けそうになっているヴィクトールを抱きしめる。翌朝、2人は同じベッドで全裸で抱き合いながら目覚める。
翌年、ハンスは『デア・シュピーゲル』誌に刑法175条が一部廃止され、同性愛行為が非犯罪化されたとの記事が大きく掲載されていることを知る。ヴィクトールと離れたくないハンスはヴィクトールに一緒に脱獄しようとまで提案する。しかし結局、同性愛行為が非犯罪化されたことで自分が釈放されること、そうなったらもう戻って来ないことをヴィクトールに告げる。
釈放後、ハンスはすぐにゲイバーに行き、その地下で多くの男たちが公然とセックスしているのを目撃する。ハンスはバーを出ると、拾ったレンガを宝石店のガラスに投げつけて割り、商品を盗み取ってポケットにしまうと、そのまま縁石に座り込んで警察が来るのを待つ。

## キャスト
- ハンス: フランツ・ロゴフスキ - 男性同性愛者。
- ヴィクトール: ゲオルク・フリードリヒ（ドイツ語版） - ハンスと同房になった殺人犯。
- オスカー: トーマス・プレン（ドイツ語版） - ハンスと同棲していた恋人。
- レオ: アントン・フォン・ルケ（ドイツ語版） - ハンスと同性愛行為をして収監された教師。

## 作品の評価

### 映画批評家によるレビュー
Rotten Tomatoesによれば、61件の評論のうち高評価は97%にあたる59件で、平均点は10点満点中8.1点、批評家の一致した見解は「知性と感性を備えた『大いなる自由』は、過去の不当な権利侵害を引き合いに出して人間の精神の粘り強さに対する美しく精巧に作られた賛辞を贈っている。」となっている。
Metacriticによれば、18件の評論のうち、高評価は16件、賛否混在は2件、低評価はなく、平均点は100点満点中89点となっている。

### 受賞歴
日本版公式ウェブサイトより。
- 第74回カンヌ国際映画祭ある視点部門審査員賞受賞
- 第94回アカデミー賞国際長編映画賞オーストリア代表
- 2022年ドイツ映画賞（ドイツ語版）8部門ノミネート、作品賞（ブロンズ、第3位）およびメイキャップ賞受賞
- 第34回ヨーロッパ映画賞（英語版）撮影賞および作曲賞受賞